# Xã Springfield, Quận Gallia, Ohio
Xã Springfield (tiếng Anh: Springfield Township) là một xã thuộc quận Gallia, tiểu bang Ohio, Hoa Kỳ. Năm 2010, dân số của xã này là 3.664 người.